# Nea Zichni
Nea Zichni (Grieks: Νέα Ζίχνη) is sinds 2011 een fusiegemeente (dimos) in de bestuurlijke regio (periferia) Centraal-Macedonië.
De twee deelgemeenten (dimotiki enotita) van de fusiegemeente zijn:
- Alistrati (Αλιστράτη)
- Nea Zichni (Νέα Ζίχνη)